# شارون باتون
شارون باتون (بالإنجليزية: Sharon Patton)‏ هي مؤرخة أمريكية، ولدت في 1944 في الجانب الجنوبي من شيكاغو، متخصصة بالفن الأفريقي.